# Гаранг Куол
Гаранг Мав'єн Куол (англ. Garang Mawien Kuol, нар. 15 вересня 2004, Єгипет) — австралійський футболіст, нападник клубу «Сентрал-Кост Марінерс».
Виступав, зокрема, за клуб «кальчіо Ккм Академй», а також національну збірну Австралії.

## Клубна кар'єра
Народився 15 вересня 2004 року в єгипетському таборі біженців після того, як його родина втекла з Судану. Вихованець юнацьких команд футбольних клубів «Гоулберн Веллі Санз» та «Сентрал-Кост Марінерс».
У дорослому футболі дебютував 2021 року виступами за команду академії «Сентрал-Кост Марінерс», в якій того року взяв участь у 6 матчах чемпіонату. 
До основного складу клубу «Сентрал-Кост Марінерс» приєднався того ж 2021 року. Станом на 14 листопада 2022 року відіграв за госфордську команду 13 матчів в національному чемпіонаті.

## Виступи за збірні
Протягом 2022 року залучався до складу молодіжної збірної Австралії. На молодіжному рівні зіграв у 3 офіційних матчах, забив 1 гол.
2022 року дебютував в офіційних матчах у складі національної збірної Австралії.
У складі збірної був учасником чемпіонату світу 2022 року у Катарі.
| Дата      | Місто  | Господарі     | Результат | Гості     | Турнір           | Голи | Примітки |
| --------- | ------ | ------------- | --------- | --------- | ---------------- | ---- | -------- |
| 25-9-2022 | Окленд | Нова Зеландія | 0 – 2     | Австралія | товариський матч | -    | 73'      |
| Усього    |        | Матчів        | 1         |           | Голів            | 0    |          |